# Metapherna
Metapherna is een geslacht van vlinders van de familie echte motten (Tineidae).

## Soorten
- M. amaurodes (Meyrick, 1893)
- M. castella (Walker, 1863)
- M. isomacra (Meyrick, 1893)
- M. salsa (Meyrick, 1920)